# Helen-Ann Hartley
Helen-Ann Macleod Hartley (née Francis ; le 28 mai 1973) est une évêque anglicane britannique, Lord Spiritual et universitaire. Depuis 2023, elle est évêque de Newcastle dans l'Église d'Angleterre. Elle est auparavant évêque de Waikato en Nouvelle-Zélande de 2014 à 2017, et évêque régional de Ripon dans le diocèse de Leeds de 2018 à 2023. Elle est la première femme à avoir suivi une formation de prêtre dans l'Église d'Angleterre à rejoindre l'épiscopat et la troisième femme à devenir évêque de l'Église anglicane d'Aotearoa, Nouvelle-Zélande et Polynésie.

## Jeunesse et éducation
Hartley est née Helen-Ann Francis le 28 mai 1973 à Édimbourg, en Écosse,. Elle est baptisée au Prieuré de Coldingham, Coldingham, Berwickshire, où son père est ministre. Elle passe son enfance à Sunderland, en Angleterre. Son père est pasteur de l'Église d'Écosse, mais la famille évolue vers l'Anglicanisme dans les années 1980,. En 1987, son père devient prêtre de l'Église d'Angleterre et sert dans le diocèse de Durham. Il est plus tard fait chanoine honoraire de la cathédrale de Durham et la mère d'Helen-Ann est également plus tard prêtre. Elle fait ses études à Sunderland à l'école primaire Benedict Biscop (une école primaire de l'Église d'Angleterre) et à l'école secondaire St Anthony (une école secondaire catholique réservée aux filles, maintenant l'Académie catholique des filles de St Anthony) avant d'aller à l'université,.
Elle fréquente plusieurs universités où elle étudie la théologie. Elle est diplômée de l'université de St Andrews avec une maîtrise en théologie (MTheol) en 1995, et du Princeton Theological Seminary  avec une maîtrise en théologie (MTh) en 1996. PTS est un séminaire associé à l'Église presbytérienne (USA). Plus tard, elle étudie à l'Université d'Oxford et obtient un diplôme d'études supérieures (PGDip) en théologie appliquée, une maîtrise en philosophie (MPhil) en 2000 et un doctorat en philosophie (DPhil) en 2005. Sa thèse de doctorat concerne la représentation du travail manuel dans le judaïsme et le christianisme primitif et est intitulée « We worked night and day that we might not burden any of you (1 Thessaloniciens 2 : 9) : aspects of the portrayal of work in the Letters of Paul, late Second Temple Judaism, the Græco-Roman world and early Christianity".

## Ministère ordonné
Elle est acolyte à la cathédrale de Durham pendant sa jeunesse. Elle suit le cours du ministère d'Oxford au Ripon College Cuddesdon pour suivre une formation ministérielle.
Hartley est ordonnée dans l'Église d'Angleterre : faite diacre à la Saint-Michel 2005 (24 septembre), par Richard Harries, évêque d'Oxford, à la cathédrale Christ Church d'Oxford et ordonnée prêtre la Saint-Michel suivant (24 septembre 2006), par Colin Fletcher, évêque de Dorchester, à l'abbaye de Dorchester. Elle commence son ministère en tant que vicaire dans un groupe de paroisses de Wheatley, Oxfordshire. En 2007, elle devient vicaire de l'église St Mary et St Nicholas de Littlemore. En plus d'être vicaire, elle travaille comme chargée de cours en études du Nouveau Testament au Ripon College Cuddesdon. Elle est ensuite directrice des études bibliques du collège théologique.
En novembre 2011, Hartley est sélectionnée pour devenir doyen de Tikanga Pakeha, c'est-à-dire du patrimoine européen des étudiants du St John's College d'Auckland en Nouvelle-Zélande. Le collège est co-représenté par trois doyens qui représentent les trois principaux peuples de Nouvelle-Zélande : les Pakeha, les Maoris et les Polynésiens,. Elle est initialement allée au St John's College en 2010 pour rechercher un livre, Making Sense of the Bible, avant de déménager en Nouvelle-Zélande pour prendre le poste de doyenne au début de 2012,.

### Ministère épiscopal

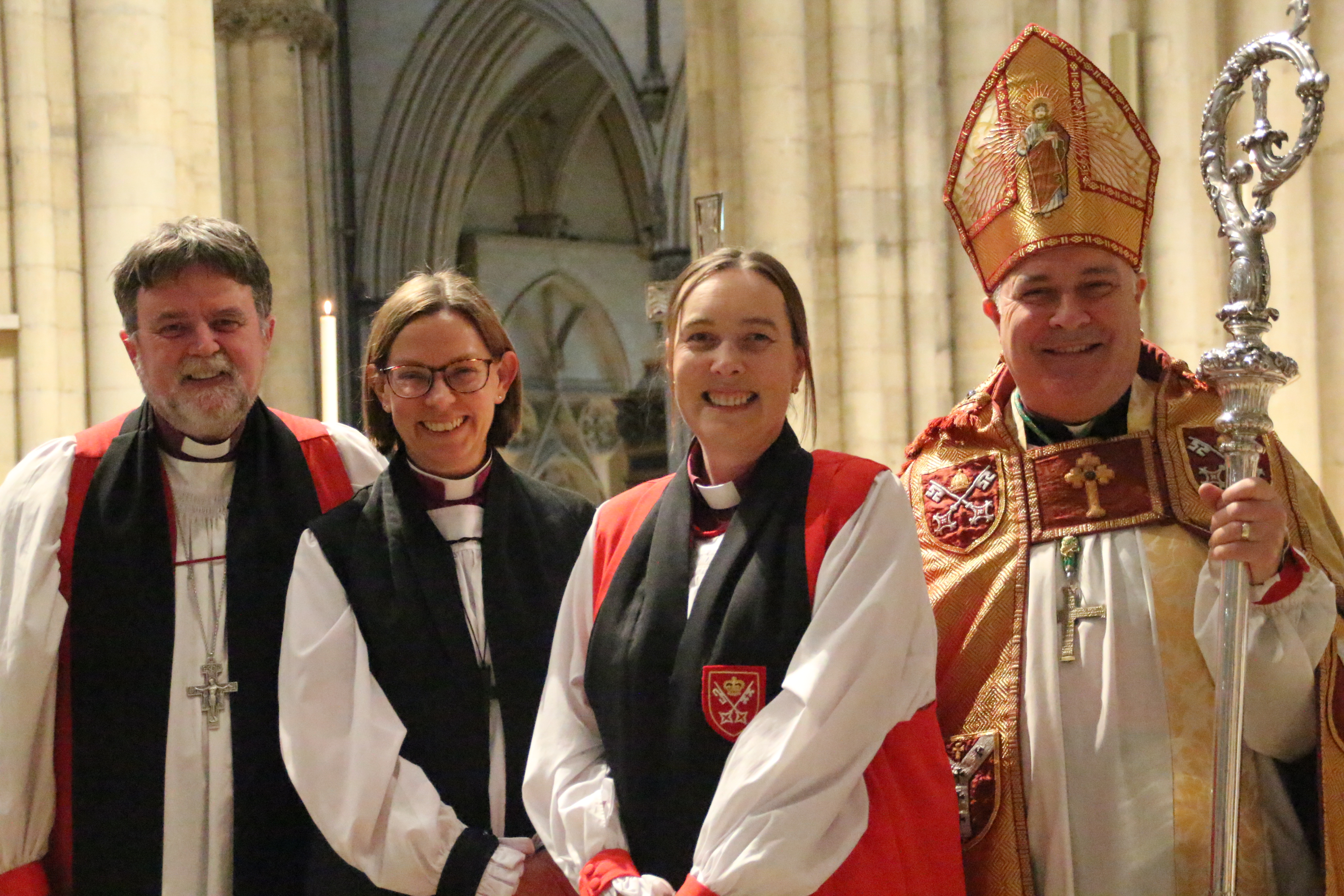
De gauche à droite : Philip Richardson, archevêque de Nouvelle-Zélande ; Hélène-Ann Hartley ; Eleanor Sanderson, évêque de Hull ; Stephen Cottrell, archevêque d'York

En septembre 2013, Hartley est élue septième évêque de Waikato. Elle est consacrée le 22 février 2014 par Philip Richardson, archevêque de Nouvelle-Zélande à la cathédrale Saint-Pierre de Hamilton. Elle est la première femme qui a suivi une formation et servi comme prêtre dans l'Église d'Angleterre à devenir évêque. Au moment de son élection, les femmes ne pouvaient pas être consacrées à l'épiscopat de l'Église d'Angleterre.
Le 9 novembre 2017, elle est nommée évêque de Ripon, évêque régional du diocèse de l'Église anglicane de Leeds. Elle est investie et installée à la cathédrale de Ripon le 4 février 2018. Depuis lors et jusqu'en 2020, elle est le plus jeune évêque de l'Église d'Angleterre ; étant âgée de 44 ans au moment de sa prise de fonction.
En octobre 2022, elle est nommée évêque de Newcastle, succédant à Christine Hardman, qui a pris sa retraite en novembre 2021,. Le 28 novembre 2022, elle est élue par le Collège des chanoines de la cathédrale de Newcastle. La confirmation de son élection a lieu le 3 février 2023 à York Minster. Le 22 avril 2023, elle est installée à la cathédrale de Newcastle.
Le 21 septembre 2023, Hartley est admise à la Chambre des lords en tant que Lord Spiritual. Elle est présentée à la Chambre le 26 octobre 2023.

## Vie privée
En 2003, Helen-Ann Francis épouse Myles Hartley, musicien et organiste d'église.

## Publications
- Helen-Ann Hartley, Making Sense of the Bible: Atonement and Redemption, SPCK, 2011 (ISBN 978-0-281-06405-2, lire en ligne)
- Helen-Ann Hartley, Thinking About the Bible, National Book Network, 2015 (ISBN 978-1-5064-0101-0, lire en ligne)
- Helenann Macleod Hartley, We worked night and day that we might not burden any of you (1 Thessalonians 2:9) (DPhil), Oxford University, 2005 (lire en ligne)